# Chet Baker
 (juillet 2022).
Si vous disposez d'ouvrages ou d'articles de référence ou si vous connaissez des sites web de qualité traitant du thème abordé ici, merci de compléter l'article en donnant les références utiles à sa vérifiabilité et en les liant à la section « Notes et références ».
Pour les articles homonymes, voir Baker.
Chesney Henry « Chet » Baker Jr., né le 23 décembre 1929 à Yale (Oklahoma, États-Unis) et mort le 13 mai 1988 à Amsterdam (Pays-Bas), est un trompettiste, bugliste, pianiste et chanteur-crooner de jazz américain (un des fondateurs des cool jazz et jazz West Coast).

## Biographie

### Enfance
Chesney Henry Baker Jr. naît à Yale(Oklahoma) le 23 décembre 1929. Sa mère est employée dans une parfumerie et son père est musicien professionnel jusqu'à la Grande Dépression. Sa famille déménage en Californie lorsqu'il a dix ans.
Son père, qui continue de jouer de la guitare dans un groupe de country local, offre à son fils un trombone pour ses douze ans. Chesney, qui est un admirateur d'Harry James, échange alors rapidement l'instrument contre une trompette,. Il commence à en jouer à Glendale, dans l'orchestre scolaire, où il se découvre une passion pour le saxophoniste Lester Young.

### United States Army band (1946-1952)
En 1946, il s'engage dans l'ensemble musical de la 298e armée (US Army Band (en)) stationnée à Berlin. Il y découvre le bebop (Dizzy Gillespie, Charlie Parker) et les orchestres de jazz modernes de l'époque (dont Stan Kenton),. En 1948, il retourne à la vie civile, et étudie l'harmonie et la théorie musicale. En 1950, à la suite d'une déception amoureuse, il s'engage de nouveau dans l'armée, dans le Presidio Army Band de San Francisco, et joue dans ses premières jam sessions avec Dexter Gordon et Paul Desmond. Cependant, il est rapidement envoyé dans un bataillon disciplinaire, puis il déserte et est finalement réformé en 1952.

### Ascension (1952-1953)

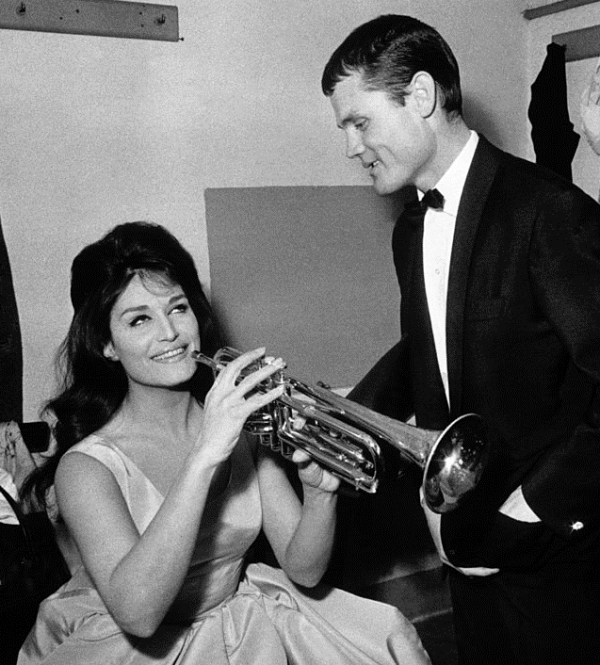
Avec Dalida en Italie en 1962

L'année 1952 marque le début de sa renommée,. Il remporte un premier succès auprès de Charlie Parker, en réussissant une audition pour l'accompagner en tournée sur la côte ouest des États-Unis et au Canada. Surtout, il se révèle au sein du quartet sans piano (pianoless quartet) du saxophoniste baryton Gerry Mulligan,,,. Son solo dans My Funny Valentine, ou encore dans Walkin’ Shoes ou Bernie’s Tune, fait connaître sa voix de ténor délicate et sans vibrato, d'un genre cool jazz,.
Cette année-là, il grave également ses premiers témoignages discographiques sous la responsabilité de Harry Babasin, et commence à jouer avec Vido Musso et Stan Getz.
Début 1953, le saxophoniste Lee Konitz se joint au quartet à plusieurs reprises. Mulligan forme un tentet auquel participe Chet.
En juin 1953, Baker est arrêté et condamné à six mois de prison avec sursis pour détention de stupéfiants. Un mois plus tard, Chet Baker forme son propre quartet (1953-54) avec Russ Freeman au piano. De l'été 1953 à l'été 1955, Chet enregistre abondamment et dans divers contextes, quartet, sextet, septuor, avec ensemble à cordes. Il est entouré par des pointures du Jazz West Coast tels Bud Shank, Zoot Sims, Jack Montrose, Shelly Manne.

### L'icône
Un disque va connaître un véritable triomphe à travers tout le pays : Chet Baker Sings (1954-1956). Chet devient une icône américaine, à la fois rebelle et fragile. Les photos de son ami William Claxton contribuent à véhiculer cette image idéalisée de playboy. Avec ses premiers cachets, Chet achète ses premières automobiles, une passion qui l'accompagnera toute sa vie. En 1954, Chet Baker est élu trompettiste de l'année par tous les référendums des magazines de jazz, « ce que Miles Davis apprécie modérément ».

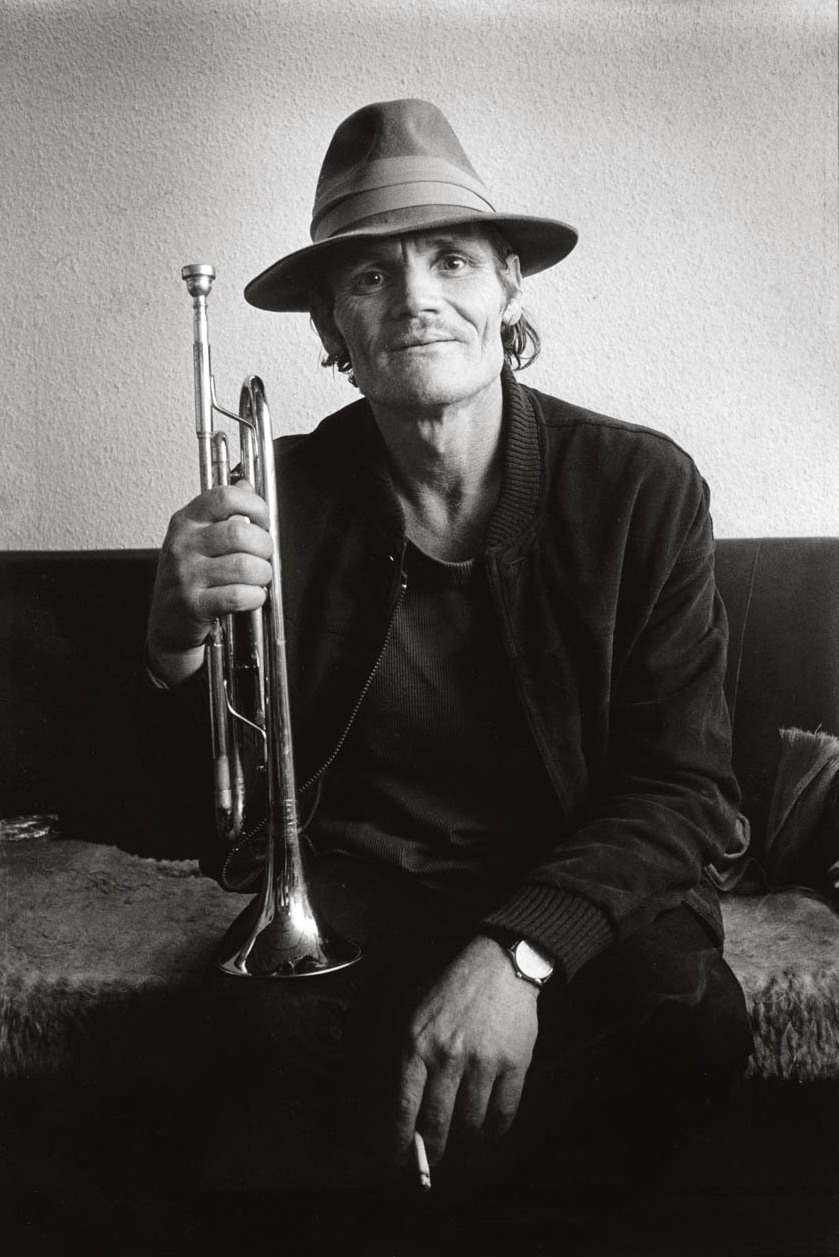
Chet Baker et sa trompette en 1983.

En septembre 1955, il se rend pour la première fois en Europe. Il signe rapidement un contrat avec le label français Barclay. Il enregistre dès le mois d'octobre avec son groupe des faces composées pour la plupart par Bob Zieff. Quelques jours plus tard, son pianiste Dick Twardzik meurt d'overdose dans sa chambre d'hôtel. Accusé par les parents du pianiste, Chet décide malgré tout de poursuivre la tournée et enregistre à la tête de diverses formations, surtout françaises.

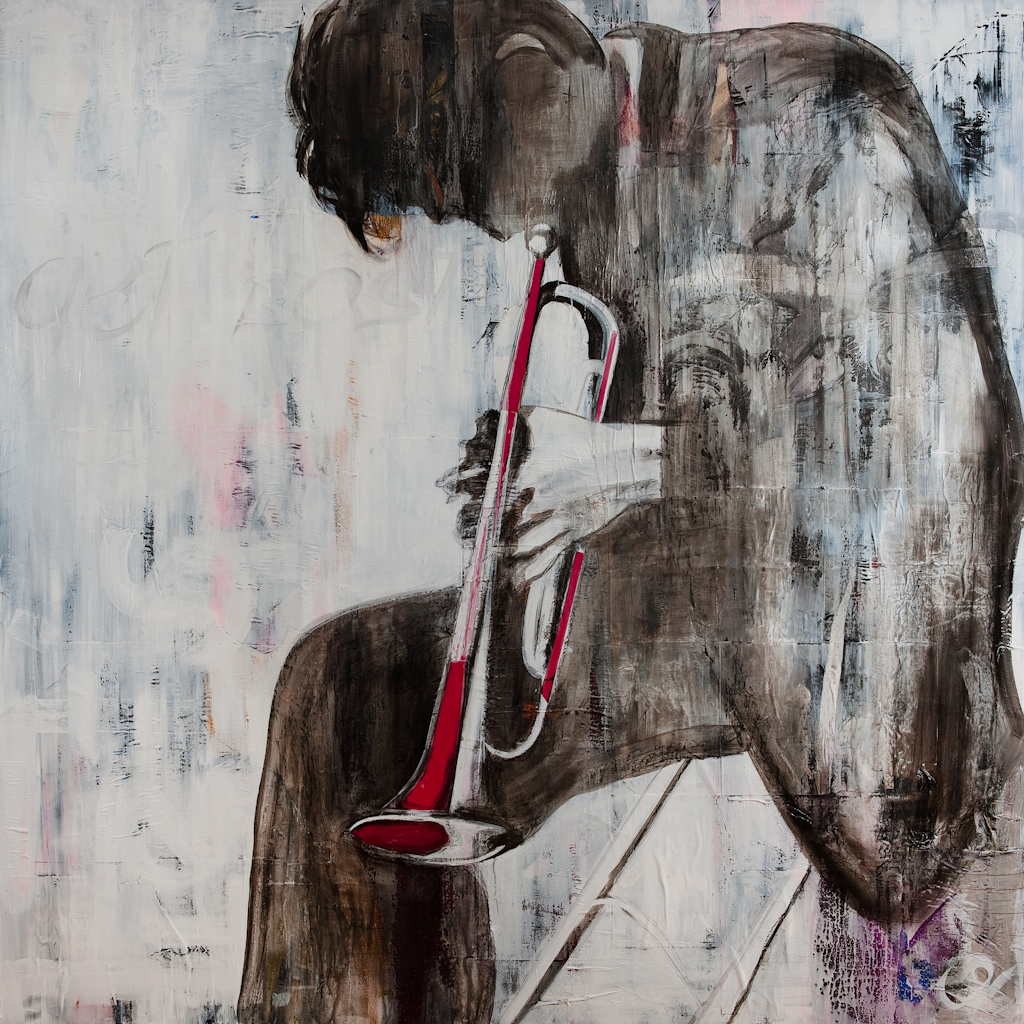
En 2012.

Après sept mois en Europe, Chet revient aux États-Unis début 1956. À la suite d'une longue tournée sur la côte Est, il revient à Los Angeles et grave de nombreux disques, notamment aux côtés du saxophoniste Art Pepper (The Route (1956), Playboys (1956). À la fin de l'année, il est arrêté une nouvelle fois en possession de stupéfiants. Au cours de l'année 1957, sa dépendance à l'héroïne se fait plus intense. En 1958, il signe avec le label Riverside et enregistre plusieurs albums dont Chet avec Bill Evans et Philly Joe Jones.

### Le déclin
De nouveau en Europe de 1959 à 1964, il est arrêté, emprisonné ou expulsé à plusieurs reprises en Allemagne et en Italie. Ses ennuis avec la justice sont largement couverts par la presse à scandales. Avec sa nouvelle épouse Carol, il a trois enfants, Dean (1962), Paul (1965) et Melissa (1966). Il rencontre aussi en Europe des amis, de nombreux musiciens et un public plus réceptif que le public américain[réf. nécessaire]. Il s'initie alors au bugle à Paris.

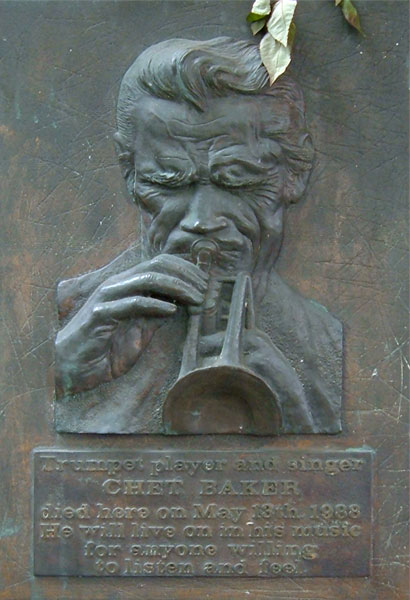
Plaque commémorative de Chet Baker sur la façade du Prins Hendrik Hôtel à Amsterdam, créée par l'artiste Roman Zhuk.

En 1965, Chet Baker revient aux États-Unis et enregistre une série de disques pour le label Prestige. Sa popularité n'est plus celle des années 1950 et il a des difficultés à trouver des engagements. En 1966, il est agressé par des dealers à San Francisco ; sa mâchoire fracturée, ses nombreuses dents cassées l'empêchent de jouer ; il connaît une longue traversée du désert mais, après plusieurs années d'apprentissage à jouer avec un dentier, il remonte sur scène en 1973.

### L'hommage de l'Europe
De 1975 à sa mort, il joue et enregistre abondamment en Europe et aussi aux États-Unis. Parmi les musiciens qui l'accompagnent, on peut citer les pianistes Phil Markowitz (en), Enrico Pieranunzi, Michel Graillier, Alain Jean-Marie, Paul Bley ; les guitaristes Doug Raney, Philip Catherine et les contrebassistes Jean-François Jenny-Clark, Niels-Henning Ørsted Pedersen, Riccardo Del Fra, Charlie Haden, Jean-Louis Rassinfosse, Jean Bardy, Alby Cullaz ainsi que le saxophoniste Stan Getz.

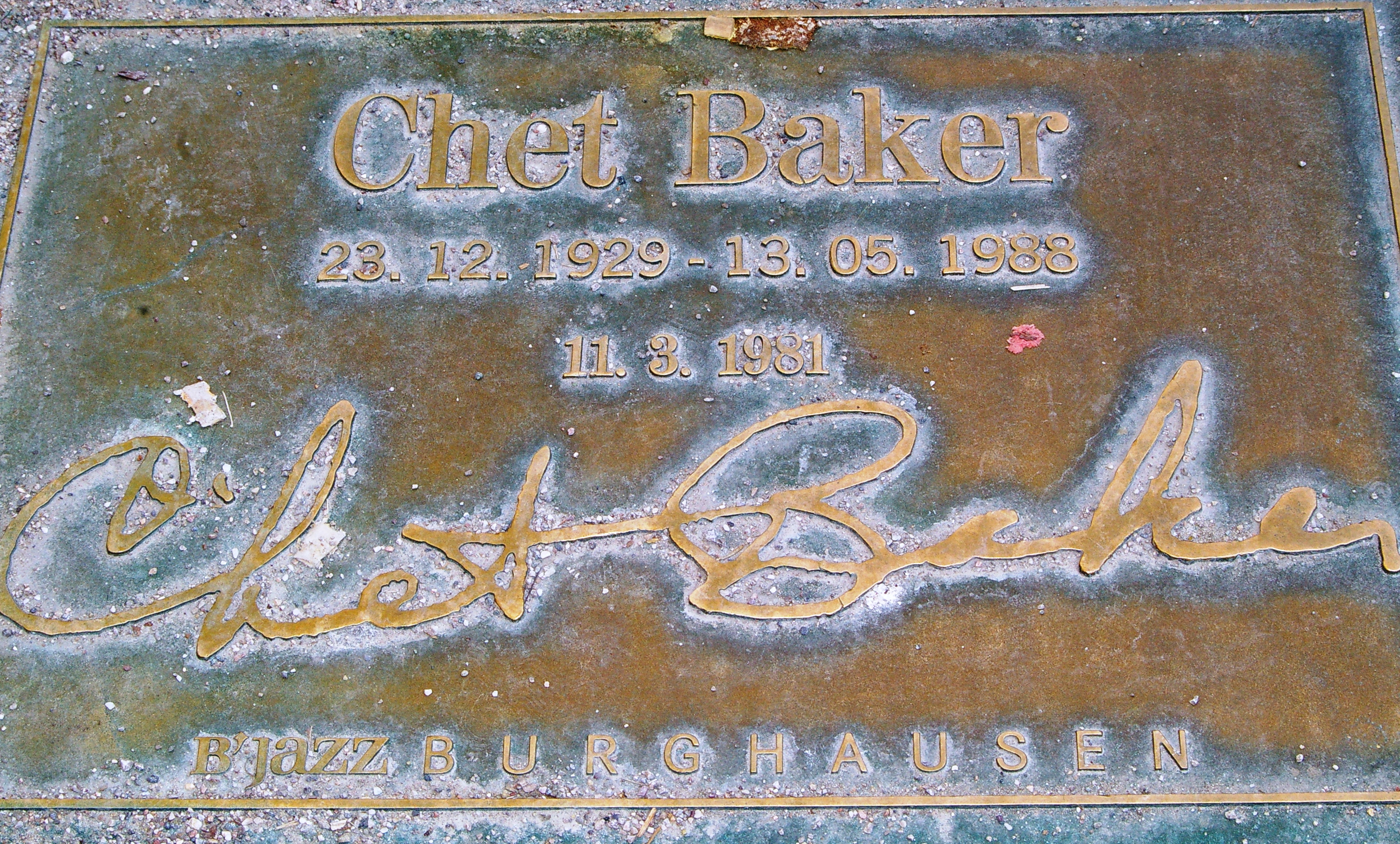
Plaque commémorative de l'Internationale Jazzwoche Burghausen de Burghausen en Allemagne.

En 1986, il est filmé en live au Ronnie Scott's de Londres par Stephen Cleary et Robert Lemkin, accompagné de Riccardo Del Fra à la contrebasse, Michel Grailler au piano, Van Morrison et Elvis Costello au chant. Bertrand Fèvre à Paris, le 25 novembre 1987, le filme avec Riccardo Del Fra à la contrebasse, George Brown et Alain Jean-Marie au piano.
Ses nombreux voyages s'achèvent le 13 mai 1988 : il est retrouvé mort à Amsterdam, à l'age de 58 ans, après être tombé par la fenêtre de sa chambre du deuxième étage de l'hôtel Prins Hendrik. Sa chute est survenue après la prise d'importantes quantités de cocaïne et d'héroïne et fut attribuée à un suicide. Une plaque commémorative lui rend hommage sur la façade.
Chet Baker repose au Inglewood Park Cemetery (en) d'Inglewood en Californie.

## Style
D'emblée témoignant délicatesse, fragilité, son style évolue dans la deuxième partie de sa carrière : son jeu semble souvent à la limite de la rupture, alternant léger staccato et legato, en de longues phrases sinueuses, sensuelles et vaporeuses, souvent dans le registre grave, soulignées par des effets de souffle et par la proximité du pavillon avec le microphone. Il maîtrise surtout à merveille l'art de la ballade.
Son chant présente les mêmes caractéristiques, même dans l'improvisation « scat », pourtant fort éloignée de l'exubérance d'un Dizzy Gillespie ou d'une Ella Fitzgerald. Ses improvisations restent surtout dans un registre médium loin des envolées suraiguës de Dizzy Gillespie.
Le bassiste Riccardo del Fra, qui a longtemps joué avec Chet, explique sa conception particulière de la musique :

« Je sentais chez lui une profondeur qui me bouleversait, j'ai aussi appris avec lui le contrôle de soi-même : c’est-à-dire essayer de faire l'essentiel. La perfection, on le sait, n'existe pas. Mais lui, quand il joue, il en est très proche. Et quand on joue avec lui, il faut vraiment servir la musique et se libérer de son ego. Disons que sa virtuosité est plus magique que technique. »

Son œuvre exprime, par antithèse, un lyrisme délicat et pudique.

## Discographie

### Discographie générale

#### 1953-1966
- 1953 :
  - Haig '53: the other pianoless quartet (Philology)
  - L.A get together (Fresh Sound)
  - The Chet Baker Quartet (Pacific Jazz) avec Russ Freeman
  - Chet Baker Quartet featuring Russ Freeman (Pacific Jazz)
  - Chet Baker Sings (Pacific Jazz Records)
  - Chet Baker Ensemble : Compositions and arrangements by Jack Montrose (Pacific Jazz Records)
  - Grey December (Pacific Jazz Records)
  - Witch doctor (Original Jazz Classics)
  - Miles Davis and the Lighthouse All-Stars, At Last !
  - Quartet live, vol. 1: This time the dream's on me (Blue Note)
- 1954 :
  - Chet Baker & Strings [bonus tracks] (Columbia, Philips)[10]
  - Chet Baker Sextet (Pacific Jazz Records)
  - Jazz at Ann Arbor (Pacific Jazz Records)
  - My Funny Valentine (Philology)
  - The trumpet artistry of Chet Baker (Pacific Jazz Records)
  - Quartet live, vol. 2: Out of nowhere (Blue Note)
  - Quartet live, vol. 3: My old flame (Blue Note)
- 1954-1956 : Chet Baker sings (Pacific Jazz Records)
- 1955 :
  - Chet Baker sings and plays with Bud Shank, Russ Freeman & strings (Pacific Jazz Records)
  - In Europe (Philology)
  - Chet Baker In Paris Volume 1
  - Chet Baker In Paris Volume 2
- 1956 :
  - Chet Baker big band (Pacific Jazz Records)
  - At the Forum Theater (Fresh Sound)
  - Chet Baker & Crew (Pacific Jazz Records)
  - Chet Baker cools out (Boblicity)
  - Chet Baker in Europe (Pacific Jazz Records)
  - Live in Europe 1956 (Accord)
  - Quartet: Russ Freeman/Chet Baker (Pacific Jazz Records)
  - The James Dean story (Blue Note)
- 1957 :
  - Embraceable you (Pacific Jazz Records)
  - Pretty/groovy (World Pacific)
- 1958 :
  - Chet Baker in New York (Riverside)
  - Chet Baker introduces Johnny Pace (Original Jazz Classics)
  - Chet Baker meets Stan Getz (Verve)
  - Chet Baker sings it could happen to you (Riverside)
- 1958-1962 : Piero Umiliani & Chet Baker (musiques de films composées par Piero Umiliani)
- 1959 :
  - Chet (Riverside)
  - Chet Baker in Milan (Jazzland/OJC)
  - Chet Baker plays (Riverside)
  - Chet Baker plays the best of Lerner & Loewe (Riverside)
  - Chet Baker with fifty Italian strings (Original Jazz Classics)
- 1962 : Chet is back! / Somewhere over the rainbow (RCA), même séance publiée sous deux noms différents
- 1964 :
  - The most important jazz album of 1964/1965 (Roulette Jazz)
  - Brussels 1964 (Landscape)
  - Stella by starlight (CMA)
- 1965 :
  - Baby breeze (Limelight)
  - Baker's holiday: plays & sings Billie Holiday (EmArcy)
  - Boppin' with the Chet Baker quintet (Prestige)
  - Comin' on with the Chet Baker quintet (Prestige)
  - Cool burnin' with the Chet Baker quintet (Prestige)
  - Groovin' with the Chet Baker quintet (Prestige)
  - Smokin' (Prestige)
- 1966 :
  - A taste of tequila (World Pacific)
  - Hats off!!! - avec The Mariachi Brass (World Pacific)
  - Into My Life (World Pacific)

#### 1969-1988
- 1969 : Albert's house (Par)
- 1970 : Blood, Chet & tears (Verve)
- 1974 : She was too good to me (CTI/Epic)
- 1977 :
  - Once upon a summertime (Original Jazz Classics)
  - The incredible Chet Baker plays and sings (Carosello)
- 1978 :
  - At le Dreher (West Wind)
  - Broken wing (Inner City / Jazz in paris-Universal)
  - Live at Nick's (Criss Cross)
  - Live in Chateauvallon, 1978 (INA / Esoldun)
  - Sings, plays: Live at the Keystone Korner (High Note)
  - Two a day (All life)
- 1979 :
  - 79 (Celluloid)
  - Ballads for two - with Wolfgang Lackerschmid (Sandra)
  - Chet Baker with Wolfgang Lackerschmid (Inakustik)
  - Day break (SteepleChase)
  - Live in Montmartre, vol. 2 (SteepleChase)
  - No problem - avec Duke Jordan (SteepleChase)
  - Someday my prince will come (SteepleChase) avec Niels-Henning Ørsted Pedersen (b), Doug Raney (g) (live at Montmartre, Copenhagen, October 4, 1979)
  - The touch of your lips (SteepleChase)
  - This is always (steepleChase)
  - Together - avec Paul Desmond (Enja)
  - With special guests (featuring Coryell & Williams) (Inakustik)
- 1980 :
  - Soft Journey - avec Enrico Pieranunzi (Ida)
  - Burnin' at Backstreet (Fresh Sounds)
  - Chet Baker with Steve Houben (Sextet)
  - Chet Baker and the Boto Brasilian Quartet (Dreyfus)
  - Just friends (Circle)
  - Live at the Subway, Vol. 1 (Circle)
  - Live at the Subway, Vol. 2(Circle)
  - Night bird (WestWind)
  - Nightbird (Retro Music)
- 1981 :
  - Live at Fat Tuesday's (Fresh Sound)
  - Live at the Paris Festival (DIW)
  - Live in Paris (Norma)
- 1982 :
  - In Concert (en) (India Navigation)
  - Out of nowhere (Milestone)
  - Peace (Enja)
  - Studio Trieste (CTI)
- 1983 :
  - At Capolinea (Red)
  - Club 21 Paris, Vol. 1 (Philology)
  - Live at New Morning (Marshmallow)
  - Live in Sweden with Åke Johansson trio (Dragon)
  - Mister B (Timeless)
  - September song (Marshmallow)
  - Star eyes (Marshmallow)
  - The improviser (Cadence Jazz)
- 1984 :
  - Blues for a reason (Criss Cross)
  - Line for Lyons (Sonet)
- 1985 :
  - Candy (Gazell)
  - Chet Baker in Bologna (Dreyfus)
  - Chet's choice (Criss Cross)
  - Diane: Chet Baker and Paul Bley (SteepleChase)
  - Hazy hugs (Limetree)
  - Live from the moonlight (Philology)
  - Misty (IRD)
  - My foolish heart (IRD)
  - Sings again (Bellaphon)
  - Strollin'  (Enja) - live at 7th Jazz Festival Münster, Germany, June 1985
  - Crystal Bells (Igloo)
  - Symphonically (Soul Note)
  - There'll never be another you (Timeless)
  - Time after time (IRD)
  - Tune up (Westwind)
- 1986 :
  - As time goes by (Timeless)
  - When sunny gets blue (SteepleChase)
- 1987 :
  - A night at the Shalimar (Philology)
  - Chet Baker in Tokyo (Evidence)
  - Chet Baker, The Legacy, vol 1 with NDR Big Band Live (Enja)
  - Chet Baker, The Legacy, vol 2 - I Remember you (Enja)
  - Chet Baker, The Legacy, vol 3 with Wolfgang Lackerschmid (Enja)
  - Silence
  - Chet Baker featuring Van Morrison live at Ronnie Scott's (DRG)
  - Chet Baker Sings and Plays from the Film « Let's Get Lost » (Jive/Novus)
  - Four: live in Tokyo, vol. 2 (Paddle Wheel)
  - Memories: Chet Baker in Tokyo (Paddle Wheel)
  - Welcome back (Westwind)
- 1988 :
  - Farewell (Timeless)
  - In memory of - avec Archie Shepp (L & R Music)
  - Little girl blue (Philology)
  - My favourite songs, vols. 1-2: The last great concert (Enja)
  - Oh you crazy moon (Enja Justin Time)
  - Straight from the heart (Enja)
  - The heart of the ballad (Philology)
  - Live In Rosenheim - Last Recording As Quartet

### Enregistrements avec…

#### Ron Carter
- 1980 : Patrao (Milestone)

#### Stan Getz
- 1953 : West Coast Live (Pacific Jazz Records)
- 1958 : Stan Meets Chet (Verve)
- 1983 : Line For Lyons - Live at Stockholm (Sonet)

#### Jean-Jacques Goldman
- 1985 : Parler d'ma vie (album "Non Homologué")

#### Rachel Gould
- 1979 : All Blues (Bingow)

#### Jim Hall
- 1975 : Concierto (CTI)

#### Steve Houben
- 1980 : Sweet Martine (Sextet)  52e Rue Est Records

#### Duke Jordan
- 1980 : No Problem (SteepleChase)

#### Lizzy Mercier Descloux
- 1985 : One 4 the soul (ZE Records)

#### Gerry Mulligan
- 1952-1953: The Original Mulligan Quartet (Pacific Jazz Records)
- 1953 : Lee Konitz Plays With The Gerry Mulligan Quartet (World Pacific)
- 1953 : Gerry Mulligan Tentet (Capitol)
- 1957 : Reunion
- 1952-1958 : The Complete Pacific Jazz Recordings of the Gerry Mulligan Quartet with Chet Baker
- 1974 : Carnegie Hall Concert (CBS) with G.M. (b.sax), Chet Baker (trp), Ed Byrne (trb), Bob James (p), John Scofield (g), Ron Carter (b), Harvey Mason (d), Dave Samuels (vb)

#### Joe Pass
- 1965 : A Sign Of The Times (World Pacific)

#### Art Pepper
- 1956 : The Route
- 1956 : Playboys ou Picture Of Heath (Pacific Jazz)

#### Annie Ross
- 1958 : Annie Ross Sings A Song With Mulligan! (Pacific Jazz)

#### Bud Shank
- 1966 : California Dreamin' (World Pacific)
- 1966 : Brazil! Brazil! Brazil! (World Pacific)
- 1966 : Michelle (World Pacific)
- 1968 : Magical Mistery (World Pacific)

## Cinéma
- 1960 : Urlatori alla sbarra (Howlers of the dock), de Lucio Fulci. Il est « Chet l'americano » avec Adriano Celentano, Mina et Elke Sommer.
- 1963 : Chet Baker compose la musique du film de José Benazeraf Le Concerto de la peur. Musique reprise dans La Nuit la plus longue ou L'Enfer dans la peau également de José Benazeraf (1964).
- 1988 : Chet's Romance, documentaire de Bertrand Fèvre, portrait musical, hommage à Chet Baker, au jazz, au cinéma, réalisé en 1987 en France et sorti en 1988 (Sélection officielle au Festival de Cannes 1988, New York 1988, Golden Gate Award 1989, César du court-métrage documentaire 1989, prix de la critique Novais Teixeira 1989), Chet Baker interprète I'm a fool to want you en direct, tourné en cinémascope Noir et Blanc.
- 1988 : Let's Get Lost, documentaire musical[11] par le photographe et cinéaste américain Bruce Weber, évoque avec grâce et émotion la vie de ce trompettiste blanc, alternant habilement la jeunesse prometteuse et la fin de vie marquée par la dépendance à la drogue et une saisissante déchéance physique.
- 2016 : Born to Be Blue[12], film biographique de Robert Budreau (en), avec Ethan Hawke dans le rôle de Chet Baker, et Carmen Ejogo.

## Publication
- Comme si j'avais des ailes, Paris, 10/18.

### notes
1. ↑  Cf. les nombreuses interprétations de son thème fétiche : My Funny Valentine.